# 翔獸屬
遠古翔獸是一種已滅絕、具滑翔能力的食蟲性哺乳動物，生存於侏儸紀時期（1.64億年前）的亞洲，為翔獸屬下的唯一一種。
中生代時期的哺乳動物呈現出十分高的多樣性，除了遠古翔獸外，同時期的賊獸目物種祖翼獸、翔齒獸與仙獸、以及生存於更古老時期的近親阿根廷尖齒獸屬均演化出了一定程度的滑翔能力。

## 發現歷史
目前已知唯一一具翔獸的化石出土自中國內蒙古自治區寧城縣的海房溝組。該地區的地質年代仍然未確定，但大多研究顯示當地的地質年代約介於1.68至1.6億年前，遠古翔獸化石標本的詳細描述出版於《自然》。

## 描述

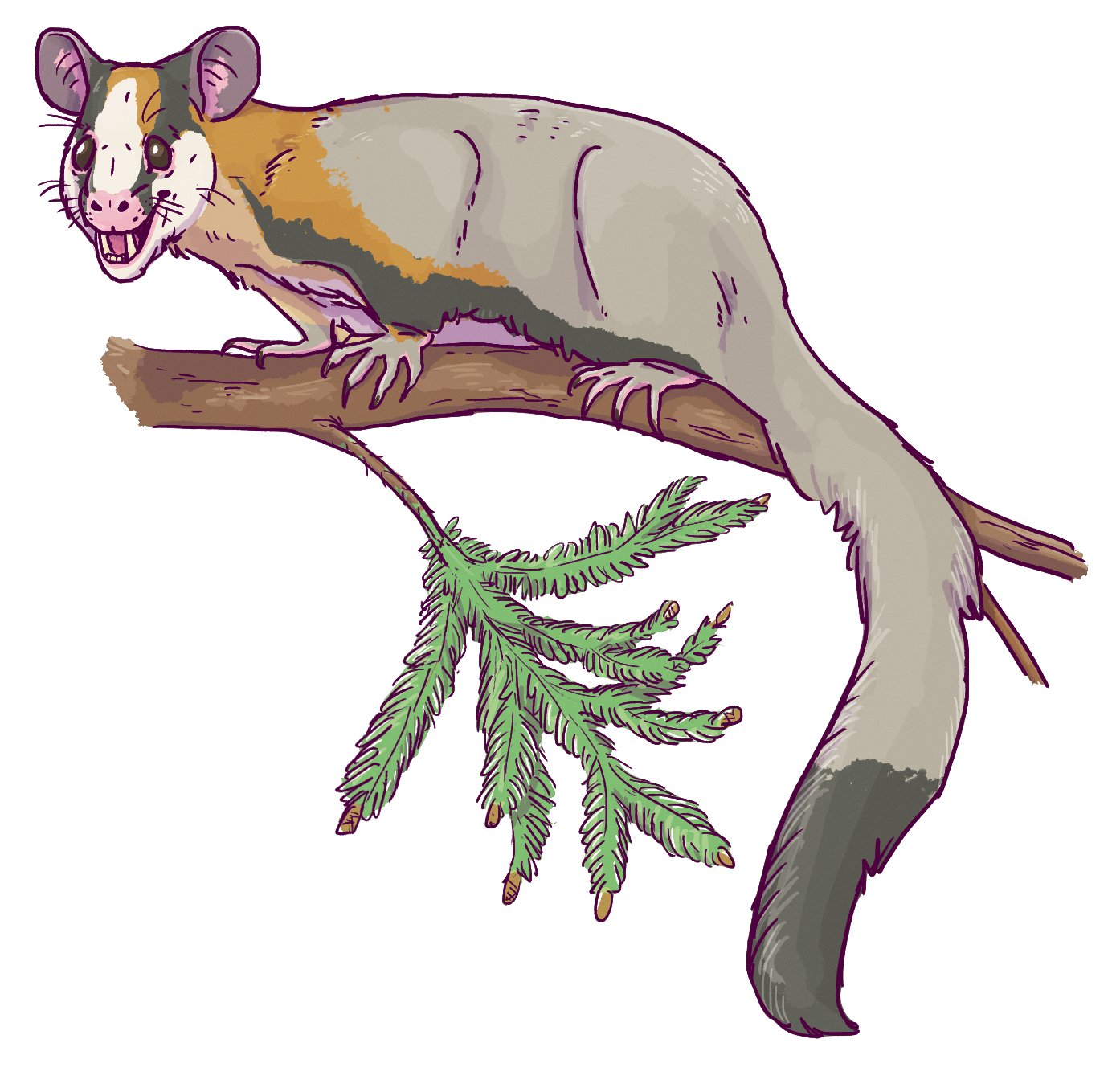
復原圖

翔獸具有可用於滑翔飛行的翼膜，且不同於現存的鼯鼠，翔獸的膜不僅僅位於前後腳之間，更涵蓋了尾巴基部、甚至包括手指及腳趾間。翔獸全身覆蓋著密集的毛髮，扁平的尾巴則能增加翼剖面，並具有相較於現存飛行或滑翔哺乳動物還長的四肢。腳趾與其他樹棲哺乳動物一樣具抓握能力，手部的化石則保存不完整，無法得知其形態特徵。 翔獸牙齒的形狀十分不尋常，具有長而向內彎曲的牙尖。加上較長的犬齒，可以推測翔獸應為肉食性動物，可能主要以昆蟲為食。此外，翔獸的近親演化支也均為食蟲性為主；而生存年代較為古老的阿根廷尖齒獸則是肉食性為主。
值得注意的是，大多數的滑翔哺乳動物為植食性，這使得翔獸的蟲食性顯得格外特別。另外，翔獸的股骨外型十分特殊，不見於其他哺乳動物；這讓牠們得以抵擋飛行時需承受的壓力，但也讓翔獸在地面的行動能力變得十分笨拙。

## 分類學
翔獸的發現者最初將其所屬之演化支視為是真三尖齒獸目、多瘤齒獸目、鼴獸科、裂齒獸科、磔齒獸目、後獸下綱（包含現存有袋類）、真獸下綱（包含現存胎盤類）的姊妹群，不置於任何已知的中生代哺乳動物演化支下，而是自立了獨立的翔獸科（Volaticotheriidae）及翔獸目（Volaticotheria）。然而，於2007年，駱澤喜提出研究認為翔獸屬在分類上可能屬於真三尖齒獸目。於2011至2012年，由林德羅‧加埃塔諾（Leandro C. Gaetano）與吉勒摩‧魯吉耶（Guillermo W. Rougier）所做的種系發生學分析更支持了這點，他們將翔獸屬置於真三尖齒獸目下的三尖齒獸科阿爾蒂尖齒獸亞科，與阿根廷尖齒獸屬、魚尖齒獸屬及三尖賊獸屬為近親 。近年的研究保持了這樣的親緣關係，但將翔獸屬、阿根廷尖齒獸屬、魚尖齒獸屬、Jugulator屬與三尖賊獸屬移至真三尖齒獸目的基群，而不再屬於阿爾蒂尖齒獸亞科。

## 外部連結
- Online article from Nature, with illustration （页面存档备份，存于）
- BBC News:  Earliest flying mammal discovered （页面存档备份，存于）
- NY Times: Early Mammals Took to the Air, Fossil Suggests （页面存档备份，存于）
- AP: Mammals may have flown before birds